# Hilmar Schmundt
Hilmar Schmundt (* 1966 in Hannover) ist ein deutscher Wissenschaftsjournalist und Sachbuchautor.

## Leben
Schmundt studierte unter anderem Nordamerikastudien, Geografie und Publizistik an der Albert-Ludwigs-Universität Freiburg, der Freien Universität Berlin und der University of Massachusetts Amherst (USA).
Nach dem Magister-Abschluss arbeitete er 1996 als Redakteur im Wissenschaftsressort der Wochenpost. Ab 1998 war er in Hamburg Redakteur bei der Zeitschrift konr@d. Im Jahr 2000 wechselte Schmundt ins Ressort Wissenschaft und Technik beim Spiegel.
Von 1995 bis 1999 organisierte er das Computerliteratur-Festival Softmoderne mit Karin Graf und Stephan Porombka.
Schmundt lebt in Berlin.

## Auszeichnungen (Auswahl)
- 2003: „Hightechmärchen“ von Bild der Wissenschaft als Wissenschaftsbuch des Jahres[6]
- 2005: Publizistikpreis der Akademien der Technikwissenschaften (acatech)
- 2010: „Mekkas der Moderne“ als Wissenschaftsbuch des Jahres[7]
- 2015: Publizistikpreis des deutschen Bibliotheksverbandes
- 2020: Medienpreis Luft- und Raumfahrt[8]

## Werke (Auswahl)

### Monographien
- Hightechmärchen: Die schönsten Mythen aus dem Morgen-Land. Argon, Berlin 2002, ISBN 3-87024-557-3
- Gutenbergs neue Galaxis – Vom Glück des digitalen Lesens. Hamburg 2015. SPIEGEL-Verlag, Hamburg; 2. Edition (2015).
- Absagen an den Untergang – Warum es der Welt besser geht, als wir glauben. Hamburg 2016. SPIEGEL-Verlag, Hamburg, 1. Edition (2016).

### Herausgeber und Mitherausgeber
- Böse Orte: Stätten nationalsozialistischer Selbstdarstellung – heute. Herausgegeben von Hilmar Schmundt und Stephan Porombka. Böhlau, Berlin 2005, ISBN 3-548-60649-0
- Mekkas der Moderne: Pilgerstätten der Wissensgesellschaft. Herausgegeben von Hilmar Schmundt, Milos Vec und Hildegard Westphal. Böhlau, Wien 2010, ISBN 3-548-60649-0 (online).
- Berlin: Chaos, Clubs, Clans –  Wie sich die Metropole seit 100 Jahren immer wieder neu erfindet. Herausgegeben von Hilmar Schmundt und Lars-Olav Beier. SPIEGEL-Verlag, Hamburg.
- Glück tief. Höhlenforscher erzählen. Konzeption/Regie: Klaus Sander u. Hilmar Schmundt. Erzähler: Stephan Kempe, Herbert W. Franke, Günter Stummer, Dieter Weber, Robert Schmittner, Andreas Pflitsch. Supposé, Berlin 2015, ISBN 978-3-86385-005-0 (Audiobook).